# Daniel Kamwa
Daniel Kamwa est un acteur et réalisateur camerounais né le 14 avril 1943 à Nkongsamba. Dans ses films, il dénonce plusieurs maux parmi lesquels l'émigration clandestine, la mal gouvernance et le détournement de fonds publics.

## Biographie

### Réalisateur
Daniel Kamwa réalise son premier film, Boubou cravate, en 1972. En 1976, son long métrage Pousse-pousse est le premier film camerounais à dépasser les 20 000 entrées,. En 1981, Notre fille est présenté au 12e Festival de Moscou. En 1994, il présente Totor, un film pour enfants. En 1997, son long métrage de fiction Le Cercle des pouvoirs représente à l'écran sa vision d'une société libérée de la corruption. En 2009, Mâh Saah-Sah, tourné intégralement en langue bamoun, remporte le prix spécial Cinétoiles du Festival de Ouagadougou (Fespaco). En 2015, il déploie de nouveaux talents dans le domaine du numérique avec Turbulences, un film d'animation écrit, produit et réalisé par lui. Il s'agit du premier long métrage d’animation africain en 3D-4K,. En 2019, il adapte au cinéma Petit Jo, enfant des rues d'Evelyne Mpoudi Ngolé.

### Comédien de doublage
Il  effectue également des doublages. Notamment celui de:
- Morgan Freeman qui incarne Nelson Mandela pour la version française du film Invictus[10] ;

- Don Warrington (en) qui interprète le commandant Selwyn Patterson, chef de la police de Saint-Marie dans la série Meurtres au paradis[13]
- Richard Gant qui interprète Hostetler dans la série Deadwood[13].

### Formation
En 2003, il s'initie au numérique en se formant à l’AFPA d’Issoudun. Il y obtient le Titre Professionnel Niveau III de «Opérateur de prise de vues et monteur sur système virtuel».

## Filmographie

### Acteur
- 1970 : Les Aventures de Zadig, téléfilm de Claude-Jean Bonnardot : Hossein
- 1971 : Êtes-vous là, Madame Souris ?, téléfilm de Michel Rochat : Sean
- 1971 : Mon seul amour, série télévisée de Robert Guez : Kouadi
- 1971 : Les Aventures de Zadig, téléfilm d'Abder Isker : le policier
- 1973 : Boubou cravate, court métrage de Daniel Kamwa
- 1974 : Les Suspects, de Michel Wyn
- 1976 : Pousse-pousse de Daniel Kamwa
- 1977 : L'Homme pressé, d'Édouard Molinaro : le directeur africain
- 1977 : Le Point de mire, de Jean-Claude Tramont
- 1980 : Notre fille, de Daniel Kamwa : André
- 1994 : Totor, de Daniel Kamwa
- 1997 : Le Cercle des pouvoirs, de Jules Takam et Daniel Kamwa
- 2009 : Reporters, Saison 2, épisodes 2 et 3 : Jalawi

### Réalisateur et scénariste
- 1972 : Boubou cravate
- 1976 : Pousse-pousse
- 1980 : Notre fille
- 1991 : Vidéo lire
- 1994 : Totor
- 1998 : Le Cercle des pouvoirs
- 2008 : Mâh Saah-Sah
- 2015 : Turbulences
- 2019 : Petit Jo, enfant des rues

### Producteur
- 1994 : Totor, de Daniel Kamwa
- 2015 : Turbulences, de Daniel Kamwa

## Doublage

### Cinéma
- John Kani dans :
  - L'Ombre et la Proie (1996) : Samuel
  - Le Roi lion (2019) : Rafiki (voix)
  - Mufasa : Le Roi lion (2024) : Rafiki (voix)

- 1973 : La Dernière Corvée : GM1 « Mule » Mulhall (Otis Young)
- 1974 : Les Durs : Joe Snake (Fred Williamson)
- 1976 : Car Wash : Papa Riche (Richard Pryor)
- 1977 : Sinbad et l'Œil du tigre : Maroof (Salami Coker)
- 1978 : California Hôtel : Willis Panama (Bill Cosby)
- 1979 : Un vrai schnock : Satch Johnson (Niko Denise Holmes)
- 1986 : Le Temple d'or : Coyote (Sonny Landham)
- 1986 : Huit Millions de facons de mourir : Willy « Chance » Walker (Randy Brooks)
- 1986 : Extra Sangsues : l'inspecteur Landis (Wally Taylor)
- 1988 : Gorilles dans la brume : Sembagare (John Omirah Miluwi)
- 1988 : Colors : Bailey (Sy Richardson)
- 1990 : The King of New York : l'officier Thomas Flanigan (Wesley Snipes)
- 1990 : Désigné pour mourir : Monkey (Michael Ralph)
- 1990 : Mo' Better Blues : Madlock (Samuel L. Jackson)
- 1991 : Le Sous-sol de la peur : Leroy (Ving Rhames)
- 1991 : Boyz n the Hood : Lewis Crump (John Cothran Jr)
- 1995 : Johnny Mnemonic : J-Bone (Ice-T)
- 1995 : Friday : le pasteur Clever (Bernie Mac)
- 1996 : Heat : le sergent Drucker (Mykelti Williamson)
- 1996 : Le Droit de tuer ? : le shérif Ozzie Walls (Charles S. Dutton)
- 1996 : Vengeance froide : Batiste (Badja Djola)
- 1996 : Sombres Soupçons : Ron Lewis (Frankie Faison)
- 1996 : Risque maximum : Martin (Herb Lovelle)
- 1997 : George de la jungle : Kwame (Richard Roundtree)
- 1998 : Primary Colors : William McCullison (Tommy Hollis)
- 2001 : Hors limites : le chef Hinges (Bill Duke)
- 2002 : Ali G : le président Mwepu (Rudolph Walker)
- 2002 : Barbershop : Dinka (Leonard Earl Howze)
- 2002 : Plus jamais : l'agent du FBI (Dan Martin (en))
- 2003 : Pirates des Caraïbes : La Malédiction du Black Pearl : Koehler (Treva Etienne)
- 2004 : Le Terminal : Thurman (Barry Shabaka Henley)
- 2006 : Le Dernier Roi d'Écosse : Masanga (Abby Mukiibi)
- 2009 : Invictus : Nelson Mandela (Morgan Freeman)
- 2009 : Droit de passage : l'agent Womack (John Lafayette)
- 2011 : The Lady : Desmond Tutu (Ilario Bisi-Pedro[14])
- 2011 : Super 8 : Dr Woodward (Glynn Turman)
- 2012 : Lincoln : William Slade (Stephen Henderson)
- 2022 : Emmett Till : Moses Wright (John Douglas Thompson (en))
- 2023 : Death Business : ? ( ? )

### Télévision

#### Séries télévisées
- Frankie Faison dans :
  - The Good Wife (2010-2015) : Jeremiah Easton (4 épisodes)
  - Banshee (2015-2016) : Sugar Bates (2e voix, saisons 3 et 4)

- 1978 : Starsky et Hutch : Allen « Angel » Walter (Calvin Lockhart) (saison 4, épisode 11)
- 1993-1994 : Brisco County : Lord Bowler (Julius Carry) (27 épisodes)
- 2001 : UC: Undercover : Quito Real (Ving Rhames) (épisodes 4 à 6)
- 2004-2006 : Deadwood : Hostetler (Richard Gant) (7 épisodes)
- 2009 : Dr House : Dibala (James Earl Jones) (saison 6, épisode 4)
- depuis 2011 : Meurtres au paradis : le commissaire Selwyn Patterson (Don Warrington)
- 2012-2013 : Go On : George (Bill Cobbs) (10 épisodes)
- 2014-2015 : The Knick : Jesse Edwards (Leon Addison Brown) (11 épisodes)